# Ken Rosewall
Kenneth Robert «Ken» Rosewall (Sydney, 2 de novembre de 1934) és un extennista australià, un dels més reeixits de la història del tennis.
Va guanyar un total de 33 títols de Grand Slam i Pro Slam durant la seva trajectòria repartits entre l'era amateur, l'era professional i l'Era Open. Individualment va guanyar 23 títols d'un total de 35 finals, nou en dobles masculins i un més en dobles mixts. Va formar part de l'equip australià de Copa Davis en diversos ocasions i va col·laborar amb els títols aconseguits en quatre edicions (1953, 1955, 1956, 1973).
És, al costat de Pete Sampras, l'únic jugador que va aconseguir títols de Grand Slam tant en la seva adolescència, en els 20 i en els seus 30 anys. Era un jugador brillant d'aspecte fràgil i joc no gaire potent, però sí molt eficaç i d'increïble mobilitat. Rosewall va estar durant sis anys al Top20, vint anys al Top10 i, almenys durant dotze anys, com un dels tres millors jugadors del món. Va ser considerat com a número 1 del món el 1961, 1962 i el 1963, època en què no existien classificacions de tennistes com hi ha actualment.

## Biografia
Fill de Robert Rosewall, va néixer al barri de Hurstville de Sydney. Va començar a jugar a tennis amb tres anys, i tot i ser esquerrà, el seu pare el va entrenar a jugar amb la dreta.
Es va casar amb Wilma McIver a la St. John's Cathedral de Brisbane, el 6 d'octubre de 1956. Fou un gran esdeveniment per la ciutat ja que van convidar més de 800 persones, i a l'exterior de l'església s'hi van acumular més de 2000 persones. El matrimoni es va establir a Turramurra, Nova Gal·les del Sud, però posteriorment van tornar a Queensland, on va morir la seva muller l'any 2020.
L'any 1971 va ser condecorat com a Membre de l'Orde de l'Imperi Britànic (MBE), el 1979 com a Membre de l'Orde d'Austràlia (AM), i el 1980 va entrar a l'International Tennis Hall of Fame. El Parc Olímpic de Sydney va reanomenar la seva pista central Ken Rosewall Arena en el seu honor.

## Torneigs de Grand Slam

### Individual: 16 (8−8)
| Resultat  | Núm. | Any  | Torneig                      | Oponent          | Marcador                |
| --------- | ---- | ---- | ---------------------------- | ---------------- | ----------------------- |
| Guanyador | 1.   | 1953 | Australian Championships     | Mervyn Rose      | 6−0, 6−3, 6−4           |
| Guanyador | 2.   | 1953 | Internationaux de France     | Vic Seixas       | 6−3, 6−4, 1−6, 6−2      |
| Finalista | 1.   | 1954 | Wimbledon Championships      | Jaroslav Drobný  | 11−13, 6−4, 2−6, 7−9    |
| Guanyador | 3.   | 1955 | Australian Championships (2) | Lew Hoad         | 9−7, 6−4, 6−4           |
| Finalista | 2.   | 1955 | US Championships             | Tony Trabert     | 7−9, 3−6, 3−6           |
| Finalista | 3.   | 1956 | Australian Championships     | Lew Hoad         | 4−6, 6−3, 4−6, 5−7      |
| Finalista | 4.   | 1956 | Wimbledon Championships (2)  | Lew Hoad         | 2−6, 6−4, 5−7, 4−6      |
| Guanyador | 4.   | 1956 | US Championships             | Lew Hoad         | 4−6, 6−2, 6−3, 6−3      |
| Guanyador | 5.   | 1968 | Roland Garros (2)            | Rod Laver        | 6−3, 6−1, 2−6, 6−2      |
| Finalista | 5.   | 1969 | Roland Garros                | Rod Laver        | 4−6, 3−6, 4−6           |
| Finalista | 6.   | 1970 | Wimbledon (3)                | John Newcombe    | 7−6, 3−6, 3−6, 6−3, 1−6 |
| Guanyador | 6.   | 1970 | US Open (2)                  | Tony Roche       | 2−6, 6−4, 7−6, 6−3      |
| Guanyador | 7.   | 1971 | Open d'Austràlia (3)         | Arthur Ashe      | 6−1, 7−5, 6−3           |
| Guanyador | 8.   | 1972 | Open d'Austràlia (4)         | Malcolm Anderson | 7−6, 6−3, 7−5           |
| Finalista | 7.   | 1974 | Wimbledon (4)                | Jimmy Connors    | 1−6, 1−6, 4−6           |
| Finalista | 8.   | 1974 | US Open (2)                  | Jimmy Connors    | 1−6, 0−6, 1−6           |

### Dobles masculins: 17 (9−8)
| Resultat  | Núm. | Any  | Torneig                      | Parella       | Oponents                          | Marcador                  |
| --------- | ---- | ---- | ---------------------------- | ------------- | --------------------------------- | ------------------------- |
| Guanyador | 1.   | 1953 | Australian Championships     | Lew Hoad      | Don Candy Mervyn Rose             | 9−11, 6−4, 10−8, 6−4      |
| Guanyador | 2.   | 1953 | Internationaux de France     | Lew Hoad      | Mervyn Rose Clive Wilderspin      | 6−2, 6−1, 6−1             |
| Guanyador | 3.   | 1953 | Wimbledon Championships      | Lew Hoad      | Rex Hartwig Mervyn Rose           | 6−4, 7−5, 4−6, 7−5        |
| Finalista | 1.   | 1954 | Australian Championships     | Lew Hoad      | Vic Seixas Tony Trabert           | 8−10, 11−13, 4−6          |
| Finalista | 2.   | 1954 | Internationaux de France     | Lew Hoad      | Vic Seixas Tony Trabert           | 4−6, 2−6, 1−6             |
| Finalista | 3.   | 1954 | US Championships             | Lew Hoad      | Vic Seixas Tony Trabert           | 3−6, 6−4, 8−6, 3−6        |
| Finalista | 4.   | 1955 | Wimbledon Championships      | Neale Fraser  | Rex Hartwig Lew Hoad              | 5−7, 4−6, 3−6             |
| Guanyador | 4.   | 1956 | Australian Championships (2) | Lew Hoad      | Don Candy Mervyn Rose             | 10−8, 13−11, 6−4          |
| Guanyador | 5.   | 1956 | Wimbledon Championships (2)  | Lew Hoad      | Nicola Pietrangeli Orlando Sirola | 7−5, 6−2, 6−1             |
| Guanyador | 6.   | 1956 | US Championships             | Lew Hoad      | Hamilton Richardson Vic Seixas    | 6−2, 6−2, 3−6, 6−4        |
| Guanyador | 7.   | 1968 | Roland Garros (2)            | Fred Stolle   | Roy Emerson Rod Laver             | 6−3, 6−4, 6−3             |
| Finalista | 5.   | 1968 | Wimbledon (2)                | Fred Stolle   | John Newcombe Tony Roche          | 6−3, 6−8, 7−5, 12−14, 3−6 |
| Finalista | 6.   | 1969 | Open d'Austràlia (2)         | Fred Stolle   | Roy Emerson Rod Laver             | 4−6, 4−6                  |
| Guanyador | 8.   | 1969 | US Open (2)                  | Fred Stolle   | Charlie Pasarell Dennis Ralston   | 2−6, 7−5, 13−11, 6−3      |
| Finalista | 7.   | 1970 | Wimbledon (3)                | Fred Stolle   | John Newcombe Tony Roche          | 8−10, 3−6, 1−6            |
| Guanyador | 9.   | 1972 | Open d'Austràlia (3)         | Owen Davidson | Ross Case Geoff Masters           | 3−6, 7−6, 6−2             |
| Finalista | 8.   | 1973 | US Open (2)                  | Rod Laver     | Owen Davidson John Newcombe       | 5−7, 6−2, 5−7, 5−7        |

### Dobles mixts: 1 (1−0)
| Resultat  | Núm. | Any  | Torneig          | Parella                 | Oponents              | Marcador |
| --------- | ---- | ---- | ---------------- | ----------------------- | --------------------- | -------- |
| Guanyador | 1.   | 1956 | US Championships | Margaret Osborne duPont | Darlene Hard Lew Hoad | 9−7, 6−1 |

## Torneigs de Pro Slam

### Individual: 19 (15−4)
| Resultat  | Núm. | Any  | Torneig                                   | Oponent       | Marcador                 |
| --------- | ---- | ---- | ----------------------------------------- | ------------- | ------------------------ |
| Guanyador | 1.   | 1957 | Wembley Championships                     | Pancho Segura | 1−6, 6−3, 6−4, 3−6, 6−4  |
| Guanyador | 2.   | 1958 | International de France Professionnel     | Lew Hoad      | 3−6, 6−2, 6−4, 6−0       |
| Guanyador | 3.   | 1960 | International de France Professionnel (2) | Lew Hoad      | 6−2, 2−6, 6−2, 6−1       |
| Guanyador | 4.   | 1960 | Wembley Championships (2)                 | Pancho Segura | 5−7, 8−6, 6−1, 6−3       |
| Guanyador | 5.   | 1961 | International de France Professionnel (3) | Pancho Segura | 2−6, 6−4, 6−3, 8−6       |
| Guanyador | 6.   | 1961 | Wembley Championships (3)                 | Lew Hoad      | 6−3, 3−6, 6−2, 6−3       |
| Guanyador | 7.   | 1962 | International de France Professionnel (4) | Andrés Gimeno | 3−6, 6−2, 7−5, 6−2       |
| Guanyador | 8.   | 1962 | Wembley Championships (4)                 | Lew Hoad      | 6−4, 5−7, 15−13, 7−5     |
| Guanyador | 9.   | 1963 | US Pro Tennis Championships               | Rod Laver     | 6−4, 6−2, 6−2            |
| Guanyador | 10.  | 1963 | International de France Professionnel (5) | Rod Laver     | 6−8, 6−4, 5−7, 6−3, 6−4  |
| Guanyador | 11.  | 1963 | Wembley Championships (5)                 | Lew Hoad      | 6−4, 6−2, 4−6, 6−3       |
| Guanyador | 12.  | 1964 | International de France Professionnel (6) | Rod Laver     | 6−3, 7−5, 3−6, 6−3       |
| Finalista | 1.   | 1964 | Wembley Championships                     | Rod Laver     | 5−7, 6−4, 7−5, 6−8, 6−8  |
| Guanyador | 13.  | 1965 | US Pro Tennis Championships (2)           | Rod Laver     | 6−4, 6−3, 6−3            |
| Guanyador | 14.  | 1965 | International de France Professionnel (7) | Rod Laver     | 6−3, 6−2, 6−4            |
| Guanyador | 15.  | 1966 | International de France Professionnel (8) | Rod Laver     | 6−3, 6−2, 14−12          |
| Finalista | 2.   | 1966 | Wembley Championships (2)                 | Rod Laver     | 2−6, 2−6, 3−6            |
| Finalista | 3.   | 1966 | US Pro Tennis Championships               | Rod Laver     | 4−6, 6−4, 2−6, 10−8, 3−6 |
| Finalista | 4.   | 1967 | Wembley Championships (3)                 | Rod Laver     | 6−2, 1−6, 6−1, 6−8, 2−6  |

## Palmarès

### Individual: 225 (133−92)
| Títols per superfície |
| --------------------- |
| Dura (21−17)          |
| Gespa (43−31)         |
| Terra batuda (35−17)  |
| Moqueta (7−6)         |
| Fusta (13−9)          |

| Resultat  | Núm. | Data                   | Torneig                                       | Superfície   | Oponent             | Marcador                  |
| --------- | ---- | ---------------------- | --------------------------------------------- | ------------ | ------------------- | ------------------------- |
| Guanyador | 1.   | 6 de gener de 1951     | Sydney, Austràlia                             | Gespa        | James Gilchrist     | 6−1, 6−4                  |
| Finalista | 1.   | abril de 1952          | Sydney                                        | Terra batuda | Lew Hoad            | 6−2, 1−6, 6−1, 2−6, 9−11  |
| Guanyador | 2.   | 17 de gener 1953       | Australian Championships, Austràlia           | Gespa        | Mervyn Rose         | 6−0, 6−3, 6−4             |
| Guanyador | 3.   | 7 d'abril de 1953      | Perth, Austràlia                              | Gespa        | Don Candy           | 6−3, 6−4, 6−2             |
| Guanyador | 4.   | 31 de maig de 1953     | Internationaux de France, França              | Terra batuda | Vic Seixas          | 6−3, 6−4, 1−6, 6−2        |
| Finalista | 2.   | 21 de juny de 1953     | Londres, Regne Unit                           | Gespa        | Lew Hoad            | 6−8, 8−10                 |
| Guanyador | 5.   | 21 de setembre de 1953 | Los Angeles, Estats Units                     | Dura         | Vic Seixas          | 6−4, 1−6, 3−6, 6−1, 6−4   |
| Finalista | 3.   | 22 de novembre de 1953 | Sydney                                        | Gespa        | Lew Hoad            | 6−8, 6−4, 7−9, 8−10       |
| Finalista | 4.   | 8 de desembre de 1953  | Melbourne, Austràlia                          | Gespa        | Lew Hoad            | 7−9, 6−8, 6−3, 3−6        |
| Guanyador | 6.   | 18 d'abril de 1954     | Toowoomba, Austràlia                          | Gespa        | Malcolm Anderson    | 6−4, 6−2                  |
| Guanyador | 7.   | 5 de juny de 1954      | Manchester, Regne Unit                        | Gespa        | Rex Hartwig         | 6−2, 6−1                  |
| Finalista | 5.   | 2 de juliol 1954       | Wimbledon Championships, Regne Unit           | Gespa        | Jaroslav Drobný     | 11−13, 6−4, 2−6, 7−9      |
| Finalista | 6.   | 8 d'agost de 1954      | South Orange, Estats Units                    | Gespa        | Lew Hoad            | 3−6, 4−6, 3−6             |
| Guanyador | 8.   | novembre de 1954       | Toowoomba (2)                                 | Gespa        | Malcolm Anderson    | 6−4                       |
| Guanyador | 9.   | 5 de desembre de 1954  | Melbourne                                     | Gespa        | Vic Seixas          | 6−1, 4−2, 6−1, 7−5        |
| Guanyador | 10.  | 8 de gener de 1955     | Sydney (2)                                    | Gespa        | Malcolm Anderson    | 6−1, 6−4                  |
| Guanyador | 11.  | 31 de gener 1955       | Australian Championships (2)                  | Gespa        | Lew Hoad            | 9−7, 6−4, 6−4             |
| Finalista | 7.   | 6 de març de 1955      | Armidale, Austràlia                           | Terra batuda | Lew Hoad            | 3−6, 3−6                  |
| Guanyador | 12.  | 16 d'abril 1955        | Launceston, Austràlia                         | Terra batuda | Neale Fraser        | 6−3, 5−7, 6−4, 2−6, 6−1   |
| Guanyador | 13.  | 18 de juny de 1955     | Londres                                       | Gespa        | Lew Hoad            | 6−2, 6−3                  |
| Finalista | 8.   | 14 de setembre 1955    | US Championships, Estats Units                | Gespa        | Tony Trabert        | 7−9, 3−6, 3−6             |
| Guanyador | 14.  | 6 de novembre 1955     | Brisbane, Austràlia                           | Gespa        | Ashley Cooper       | 6−8, 6−4, 6−4, 6−4        |
| Finalista | 9.   | 20 de novembre de 1955 | Sydney (2)                                    | Gespa        | Lew Hoad            | 2−6, 3−6, 6−2, 1−6        |
| Guanyador | 15.  | 2 de gener de 1956     | Sydney (3)                                    | Gespa        | Paul Frankland      | 6−2, 6−4                  |
| Finalista | 10.  | 7 de gener de 1956     | Sydney (3)                                    | Gespa        | Lew Hoad            | 2−6, 1−6                  |
| Finalista | 11.  | 30 de gener 1956       | Australian Championships                      | Gespa        | Lew Hoad            | 4−6, 6−3, 4−6, 5−7        |
| Guanyador | 16.  | 18 de març 1956        | Wagga Wagga, Austràlia                        | Terra batuda | Neale Fraser        | 6−2, 6−4                  |
| Guanyador | 17.  | 2 d'abril de 1956      | Toowoomba (3)                                 | Gespa        | P. Gaydon           | 6−1, 6−4                  |
| Finalista | 12.  | 23 de juny de 1956     | Londres (2)                                   | Gespa        | Neale Fraser        | 5−7, 6−3, 7−9             |
| Finalista | 13.  | 7 de juliol 1956       | Wimbledon Championships (2)                   | Gespa        | Lew Hoad            | 2−6, 6−4, 5−7, 4−6        |
| Guanyador | 18.  | juliol de 1956         | Oskarshamn, Suècia                            |              | Neale Fraser        |                           |
| Guanyador | 19.  | 15 de juliol de 1956   | Båstad, Suècia                                | Terra batuda | Kurt Nielsen        | 7−5, 6−3, 6−1             |
| Guanyador | 20.  | 22 de juliol de 1956   | Travemünde, Alemanya Occidental               | Terra batuda | Ladislas Legenstein | 8−6, 3−6, 6−0             |
| Guanyador | 21.  | 29 de juliol de 1956   | Deauville, França                             | Terra batuda | Marcel Bernard      | 6−1, 6−3, 11−9            |
| Guanyador | 22.  | 19 d'agost de 1956     | Newport, Estats Units                         | Gespa        | Hamilton Richardson | 0−6, 6−8, 2−6             |
| Guanyador | 23.  | 9 de setembre 1956     | US Championships                              | Gespa        | Lew Hoad            | 4−6, 6−2, 6−3, 6−3        |
| Finalista | 14.  | 23 de setembre de 1956 | Los Angeles                                   | Dura         | Herbert Flam        | 6−4, 1−6, 7−5, 3−6, 5−7   |
| Guanyador | 24.  | 17 de novembre de 1956 | Sydney (4)                                    | Gespa        | Neale Fraser        | 6−4, 7−5, 6−4             |
| Guanyador | 25.  | 1 de desembre de 1956  | Adelaida, Austràlia                           | Gespa        | Lew Hoad            | 6−1, 7−5, 6−1             |
| Guanyador | 26.  | 15 de desembre de 1956 | Melbourne (2)                                 | Gespa        | Lew Hoad            | 5−7, 7−5, 6−2, 4−6, 6−4   |
| Finalista | 15.  | 3 d'agost de 1957      | Los Angeles (2)                               | Dura         | Pancho Gonzales     |                           |
| Guanyador | 27.  | 28 de setembre de 1957 | Wembley Championships, Regne Unit             | Fusta        | Pancho Segura       | 1−6, 6−3, 6−4, 3−6, 6−4   |
| Finalista | 16.  | 26 de maig de 1958     | Salt Lake City, Estats Units                  |              | Pancho Gonzales     | 8−10                      |
| Finalista | 17.  | 27 de maig de 1958     | Boise, Estats Units                           |              | Pancho Gonzales     | 4−8                       |
| Finalista | 18.  | 24 de juny de 1958     | Forest Hills, Estats Units                    | Gespa        | Pancho Gonzales     | 17−19, 7−5, 4−6           |
| Finalista | 19.  | 6 de juliol de 1958    | Los Angeles (3)                               | Dura         | Pancho Gonzales     |                           |
| Guanyador | 28.  | 16 d'agost de 1958     | Eastbourne, Regne Unit                        | Gespa        | Tony Trabert        | 6−0, 6−2, 6−8, 2−6, 7−5   |
| Guanyador | 29.  | 20 de setembre de 1958 | International de France Professionnel, França | Terra batuda | Lew Hoad            | 3−6, 6−2, 6−4, 6−0        |
| Guanyador | 30.  | 1 de novembre de 1958  | Madrid, Espanya                               |              | Tony Trabert        | 6−3, 2−6, 10−8            |
| Guanyador | 31.  | 24 de gener 1959       | Brisbane (2)                                  | Gespa        | Tony Trabert        | 6−2, 4−6, 3−6, 7−5, 6−1   |
| Finalista | 20.  | 14 de febrer de 1959   | Adelaida                                      | Gespa        | Lew Hoad            | 7−5, 5−7, 4−6             |
| Guanyador | 32.  | 25 d'agost de 1959     | Palerm, Itàlia                                | Terra batuda | Frank Sedgman       | 6−3, 6−1                  |
| Guanyador | 33.  | 19 de desembre 1959    | Brisbane (3)                                  | Gespa        | Pancho Gonzales     | 1−6, 7−5, 8−6, 8−6        |
| Finalista | 21.  | 7 de gener de 1960     | Melbourne (2)                                 | Gespa        | Lew Hoad            | 3−6, 8−10, 6−4, 13−15     |
| Finalista | 22.  | 12 de gener de 1960    | Santa Barbara, Estats Units                   | Dura         | Lew Hoad            | 1−6, 6−4, 3−6             |
| Guanyador | 34.  | 10 de maig de 1960     | Melbourne (3)                                 |              | Lew Hoad            | 6−3, 9−11, 8−10, 7−5, 6−3 |
| Guanyador | 35.  | 19 de juny de 1960     | San Francisco, Estats Units                   | Dura         | Lew Hoad            | 7−5, 7−5                  |
| Guanyador | 36.  | 27 de juny de 1960     | Los Angeles (2)                               | Dura         | Lew Hoad            | 10−12, 6−3, 6−4           |
| Finalista | 23.  | 4 de setembre de 1960  | Ginebra, Suïssa                               | Terra batuda | Lew Hoad            | 4−6, 1−6                  |
| Guanyador | 37.  | 18 de setembre de 1960 | International de France Professionnel (2)     | Terra batuda | Lew Hoad            | 6−2, 2−6, 6−2, 6−1        |
| Guanyador | 38.  | 24 de setembre de 1960 | Wembley Championships (2)                     | Fusta        | Pancho Segura       | 5−7, 8−6, 6−1, 6−3        |
| Finalista | 24.  | 14 de novembre de 1960 | Tòquio, Japó                                  |              | Lew Hoad            | 2−6, 6−0, 6−3, 1−6, 11−13 |
| Guanyador | 39.  | 28 de novembre de 1960 | Manila, Filipines                             | Terra batuda | Andrés Gimeno       | 6−3, 6−4                  |
| Finalista | 25.  | 20 d'agost de 1961     | Ginebra (2)                                   | Terra batuda | Pancho Gonzales     | 6−8, 0−6                  |
| Guanyador | 40.  | 17 de setembre de 1961 | International de France Professionnel (3)     | Terra batuda | Pancho Gonzales     | 2−6, 6−4, 6−3, 8−6        |
| Guanyador | 41.  | 23 de setembre de 1961 | Wembley Championships (3)                     | Fusta        | Lew Hoad            | 6−3, 3−6, 6−2, 6−3        |
| Finalista | 26.  | 19 de novembre de 1961 | Ciutat del Cap, Sud-àfrica                    | Dura         | Tony Trabert        | 4−6, 4−6                  |
| Guanyador | 42.  | 3 de desembre de 1961  | Sydney (5)                                    | Gespa        | Butch Buchholz      | 6−4, 6−3, 6−1             |
| Guanyador | 43.  | 13 de gener de 1962    | Adelaida (2)                                  | Gespa        | Andrés Gimeno       | 7−9, 6−3, 12−10, 6−4      |
| Guanyador | 44.  | 20 de gener de 1962    | Melbourne (4)                                 | Gespa        | Lew Hoad            | 6−3, 6−8, 6−0, 6−4        |
| Guanyador | 45.  | febrer de 1962         | Sydney (6)                                    | Gespa        |                     |                           |
| Finalista | 27.  | 14 de febrer de 1962   | Adelaida (2)                                  | Gespa        | Lew Hoad            | 5−7, 8−6, 4−6             |
| Guanyador | 46.  | març de 1962           | Wellington, Nova Zelanda                      | Gespa        | Andrés Gimeno       | 4−6, 6−2, 6−1             |
| Guanyador | 47.  | abril de 1962          | Auckland, Nova Zelanda                        | Gespa        | Andrés Gimeno       | 6−3, 6−2                  |
| Finalista | 28.  | 19 d'agost de 1962     | Budapest, Hongria                             | Terra batuda | Butch Buchholz      | 6−3, 3−6, 2−6             |
| Guanyador | 48.  | 2 de setembre de 1962  | Ginebra                                       | Terra batuda | Lew Hoad            | 6−3, 7−5                  |
| Guanyador | 49.  | 16 de setembre de 1962 | International de France Professionnel (4)     | Terra batuda | Andrés Gimeno       | 3−6, 6−2, 7−5, 6−2        |
| Guanyador | 50.  | 22 de setembre de 1962 | Wembley Championships (4)                     | Fusta        | Lew Hoad            | 6−4, 5−7, 15−13, 7−5      |
| Guanyador | 51.  | 29 de setembre de 1962 | Milà, Itàlia                                  |              | Andrés Gimeno       | 6−3, 6−2, 6−2             |
| Guanyador | 52.  | 12 d'octubre de 1962   | Estocolm, Suècia                              |              | Andrés Gimeno       | 3−6, 6−2, 7−5             |
| Guanyador | 53.  | 16 de juny de 1963     | Los Angeles (3)                               | Dura         | Rod Laver           | 14−12, 6−4, 6−3           |
| Guanyador | 54.  | 29 de juny de 1963     | US Pro Tennis Championships                   | Gespa        | Rod Laver           | 6−4, 6−2, 6−2             |
| Finalista | 29.  | 12 d'agost de 1963     | Kitzbühel, Àustria                            | Terra batuda | Rod Laver           | 3−6, 4−6, 4−6             |
| Finalista | 30.  | 18 d'agost de 1963     | Canes, França                                 | Terra batuda | Rod Laver           | 2−6, 3−6, 4−6             |
| Guanyador | 55.  | 15 de setembre de 1963 | International de France Professionnel (5)     | Fusta        | Rod Laver           | 6−8, 6−4, 5−7, 6−3, 6−4   |
| Guanyador | 56.  | 21 de setembre de 1963 | Wembley Championships (5)                     | Fusta        | Lew Hoad            | 6−4, 6−2, 4−6, 6−3        |
| Finalista | 31.  | 27 de setembre de 1963 | Ginebra (3)                                   | Terra batuda | Andrés Gimeno       | 7−9, 4−6                  |
| Guanyador | 57.  | 30 de setembre de 1963 | Roma, Itàlia                                  | Terra batuda | Rod Laver           | 6−4, 6−3                  |
| Finalista | 32.  | 4 de gener de 1964     | Perth                                         | Gespa        | Rod Laver           | 2−6, 1−6                  |
| Guanyador | 58.  | 11 de gener de 1964    | Melbourne (5)                                 | Gespa        | Rod Laver           | 6−4, 6−4                  |
| Finalista | 33.  | 31 de maig de 1964     | White Plains, Estats Units                    | Fusta        | Pancho Gonzales     | 7−5, 6−3, 8−10, 9−11, 6−8 |
| Guanyador | 59.  | 8 de juny de 1964      | Los Angeles (4)                               | Dura         | Frank Sedgman       | 6−2, 6−4                  |
| Guanyador | 60.  | 14 de juny de 1964     | Saint Louis, Estats Units                     | Terra batuda | Pancho Gonzales     | 6−4, 6−3                  |
| Guanyador | 61.  | 28 de juny de 1964     | Milwaukee, Estats Units                       |              | Pancho Gonzales     | 6−4, 3−6, 6−2             |
| Guanyador | 62.  | 6 d'agost de 1964      | San Remo, Itàlia                              | Terra batuda | Butch Buchholz      | 6−1, 6−2                  |
| Guanyador | 63.  | 11 d'agost de 1964     | Venècia, Itàlia                               | Terra batuda | Andrés Gimeno       | 3−6, 6−2, 6−4             |
| Guanyador | 64.  | 16 d'agost de 1964     | Canes                                         | Terra batuda | Pancho Gonzales     | 6−3, 3−6, 14−12, 6−4      |
| Finalista | 34.  | 24 d'agost de 1964     | Noordwijk, Països Baixos                      | Terra batuda | Andrés Gimeno       | 6−8, 2−6                  |
| Guanyador | 65.  | 13 de setembre de 1964 | International de France Professionnel (6)     | Fusta        | Rod Laver           | 6−3, 7−5, 3−6, 6−3        |
| Finalista | 35.  | 19 de setembre de 1964 | Wembley Championships                         | Fusta        | Rod Laver           | 5−7, 6−4, 7−5, 6−8, 6−8   |
| Finalista | 36.  | 24 de setembre de 1964 | Múnic, Alemanya Occidental                    | Terra batuda | Andrés Gimeno       | 2−6, 4−6                  |
| Guanyador | 66.  | 28 de setembre de 1964 | Hannover, Alemanya Occidental                 | Terra batuda | Butch Buchholz      | 3−6, 6−3, 6−3             |
| Guanyador | 67.  | octubre de 1964        | Ciutat del Cap                                | Dura         | Butch Buchholz      | 2−6, 6−3, 6−4             |
| Guanyador | 68.  | 16 de gener 1965       | Brisbane (4)                                  | Gespa        | Rod Laver           | 6−8, 6−2, 6−4             |
| Finalista | 37.  | 23 de gener de 1965    | Sydney (4)                                    | Gespa        | Pancho Gonzales     | 6−8, 6−3, 4−6             |
| Finalista | 38.  | 31 de febrer de 1965   | Adelaida (3)                                  | Gespa        | Rod Laver           | 3−6, 4−6                  |
| Finalista | 39.  | 13 de febrer de 1965   | Melbourne (3)                                 | Gespa        | Rod Laver           | 6−2, 1−6, 4−6             |
| Finalista | 40.  | maig de 1965           | Dallas, Estats Units                          | Terra batuda | Pancho Gonzales     | 10−8, 5−7, 10−12          |
| Guanyador | 69.  | 27 de juny de 1965     | Reston, Estats Units                          | Terra batuda | Rod Laver           | 8−6, 6−1                  |
| Guanyador | 70.  | 4 de juliol de 1965    | Saint Louis (2)                               |              | Andrés Gimeno       | 3−6, 6−2, 6−2             |
| Guanyador | 71.  | 19 de juliol de 1965   | US Pro Tennis Championships (2)               | Gespa        | Rod Laver           | 6−4, 6−3, 6−3             |
| Finalista | 41.  | juliol de 1965         | Newport                                       | Gespa        | Rod Laver           | 21−31                     |
| Finalista | 42.  | setembre de 1965       | Milà                                          |              | Andrés Gimeno       | 2−6, 7−5, 5−7             |
| Guanyador | 72.  | 13 de setembre de 1965 | International de France Professionnel (7)     | Fusta        | Rod Laver           | 6−3, 6−2, 6−4             |
| Guanyador | 73.  | 27 de setembre de 1965 | Helsinki, Finlàndia                           |              | Andrés Gimeno       | 6−3, 6−1                  |
| Finalista | 43.  | octubre de 1965        | Nairobi, Kenya                                | Terra batuda | Rod Laver           | 1−6, 6−4, 2−6             |
| Finalista | 44.  | octubre de 1965        | Salisbury, Rhodèsia del Sud                   | Dura         | Rod Laver           | 6−3, 4−6, 1−6             |
| Finalista | 45.  | octubre de 1965        | Johannesburg, Sud-àfrica                      | Dura         | Butch Buchholz      | 6−8, 1−6                  |
| Finalista | 46.  | octubre de 1965        | Durban, Sud-àfrica                            | Dura         | Butch Buchholz      | 2−6, 6−8                  |
| Finalista | 47.  | 4 de novembre de 1965  | Ciutat del Cap (2)                            | Dura         | Butch Buchholz      | 6−4, 3−6, 3−6             |
| Guanyador | 74.  | 15 de gener de 1966    | Adelaida (3)                                  | Gespa        | Pierre Barthes      | 9−7, 3−6, 6−2             |
| Finalista | 48.  | 22 de gener de 1966    | Melbourne (4)                                 | Gespa        | Rod Laver           | 3−6, 0−6                  |
| Guanyador | 75.  | 26 de gener de 1966    | Sydney (7)                                    | Gespa        | Andrés Gimeno       | 6−4, 6−2                  |
| Finalista | 49.  | 29 de gener de 1966    | Perth (2)                                     | Gespa        | Rod Laver           | 2−6, 8−10                 |
| Guanyador | 76.  | 26 de març de 1966     | Nova York, Estats Units                       | Fusta        | Rod Laver           | 6−3, 6−3                  |
| Guanyador | 77.  | 23 de maig de 1966     | Casablanca, Marroc                            | Terra batuda | Andrés Gimeno       | 6−3, 6−2                  |
| Finalista | 50.  | 12 de juny de 1966     | Forest Hills (2)                              | Gespa        | Rod Laver           | 29−31                     |
| Guanyador | 78.  | 27 de juny de 1966     | San Rafael, Estats Units                      | Dura         | Rod Laver           | 31−29                     |
| Finalista | 51.  | 4 de juliol de 1966    | Oklahoma, Estats Units                        |              | Andrés Gimeno       | 4−6, 3−6                  |
| Guanyador | 79.  | 10 de juliol de 1966   | Newport (2)                                   | Gespa        | Malcolm Anderson    | 31−30                     |
| Finalista | 52.  | 16 de juliol de 1966   | US Pro Tennis Championships                   | Gespa        | Rod Laver           | 4−6, 6−4, 2−6, 10−8, 3−6  |
| Finalista | 53.  | 17 de setembre de 1966 | Wembley Championships (2)                     | Fusta        | Rod Laver           | 2−6, 2−6, 3−6             |
| Guanyador | 80.  | 2 d'octubre de 1966    | International de France Professionnel (8)     | Fusta        | Rod Laver           | 6−3, 6−2, 14−12           |
| Guanyador | 81.  | 12 d'octubre de 1966   | Benoni, Sud-àfrica                            | Dura         | Andrés Gimeno       | 7−5                       |
| Guanyador | 82.  | 20 d'octubre de 1966   | Johannesburg                                  | Dura         | Rod Laver           | 31−26                     |
| Finalista | 54.  | 23 d'octubre de 1966   | Ciutat del Cap (3)                            | Dura         | Rod Laver           | 7−5, 4−6, 5−7             |
| Finalista | 55.  | 2 d'abril de 1967      | Boston, Estats Units                          |              | Rod Laver           | 4−6, 0−6                  |
| Guanyador | 83.  | 5 d'abril de 1967      | Wembley, Regne Unit                           | Fusta        | Dennis Ralston      | 6−4, 6−2                  |
| Finalista | 56.  | 9 d'abril de 1967      | París, França                                 | Fusta        | Rod Laver           | 0−6, 8−10, 8−10           |
| Guanyador | 84.  | 28 de maig de 1967     | Los Angeles (5)                               | Dura         | Rod Laver           | 6−2, 2−6, 7−5             |
| Guanyador | 85.  | 4 de juny de 1967      | Berkeley, Estats Units                        | Dura         | Rod Laver           | 4−6, 6−3, 8−6             |
| Finalista | 57.  | 9 de juny de 1967      | Nova York                                     | Fusta        | Rod Laver           | 4−6, 4−6                  |
| Guanyador | 86.  | 18 de juny de 1967     | Saint Louis (3)                               | Dura         | Andrés Gimeno       | 6−3, 6−4                  |
| Guanyador | 87.  | 25 de juny de 1967     | Newport (3)                                   | Dura         | Andrés Gimeno       | 6−3, 6−3                  |
| Finalista | 58.  | 4 de juliol de 1967    | Oklahoma (2)                                  |              | Rod Laver           | 2−6, 6−3, 4−6             |
| Finalista | 59.  | 9 de juliol de 1967    | Cincinnati, Estats Units                      |              | Andrés Gimeno       | 4−6, 3−6                  |
| Finalista | 60.  | 28 d'agost de 1967     | Wimbledon, Regne Unit                         | Gespa        | Rod Laver           | 2−6, 2−6, 10−12           |
| Guanyador | 88.  | 10 de setembre de 1967 | Durban (2)                                    | Dura         | Fred Stolle         | 6−4, 6−2                  |
| Finalista | 61.  | 12 de setembre de 1967 | Port Elizabeth, Sud-àfrica                    | Dura         | Andrés Gimeno       | 0−10                      |
| Guanyador | 89.  | 16 de setembre de 1967 | Ciutat del Cap (2)                            | Dura         | Fred Stolle         | 6−1, 3−6, 6−3             |
| Finalista | 62.  | 28 d'octubre de 1967   | Wembley Championships (3)                     | Fusta        | Rod Laver           | 6−2, 1−6, 6−1, 6−8, 2−6   |
| Finalista | 63.  | 14 d'abril de 1968     | Hollywood, Estats Units                       |              | Roy Emerson         | 1−6, 1−6                  |
| Finalista | 64.  | 17 d'abril de 1968     | Londres, Regne Unit                           |              | Rod Laver           | 3−6, 8−10                 |
| Guanyador | 90.  | 19 d'abril de 1968     | París                                         | Fusta        | Andrés Gimeno       | 6−3, 6−4                  |
| Guanyador | 91.  | 27 d'abril de 1968     | Bournemouth, Regne Unit                       | Terra batuda | Rod Laver           | 3−6, 6−2, 6−0, 6−3        |
| Finalista | 65.  | 6 de maig de 1968      | Wembley                                       | Fusta        | Rod Laver           | 0−6, 1−6, 0−6             |
| Finalista | 66.  | 18 de maig de 1968     | Nova York (2)                                 | Fusta        | Rod Laver           | 6−4, 3−6, 7−9, 4−6        |
| Guanyador | 92.  | 9 de juny de 1968      | Roland Garros (2)                             | Terra batuda | Rod Laver           | 6−3, 6−1, 2−6, 6−2        |
| Guanyador | 93.  | 18 d'agost de 1968     | Fort Worth, Estats Units                      | Dura         | Andrés Gimeno       | 6−4, 6−3                  |
| Finalista | 67.  | 22 de setembre de 1968 | Los Angeles (4)                               | Dura         | Rod Laver           | 6−4, 0−6, 0−6             |
| Guanyador | 94.  | 21 de novembre de 1968 | Wembley Championships (6)                     | Fusta        | John Newcombe       | 6−4, 4−6, 7−5, 6−4        |
| Finalista | 68.  | 29 de gener de 1966    | Perth (2)                                     | Gespa        | Marty Riessen       | 3−6, 4−6, 6−2, 6−2, 1−6   |
| Finalista | 69.  | 12 de febrer de 1969   | Orlando, Estats Units                         |              | Rod Laver           | 3−6, 2−6                  |
| Finalista | 70.  | 24 de maig de 1969     | Wembley (2)                                   | Fusta        | Rod Laver           | 6−8, 0−6                  |
| Finalista | 71.  | 8 de juny de 1969      | Roland Garros                                 | Terra batuda | Rod Laver           | 4−6, 3−6, 4−6             |
| Guanyador | 95.  | 14 de juny de 1969     | Bristol, Regne Unit                           | Gespa        | Pierre Barthes      | 8−10, 6−3, 6−1            |
| Finalista | 72.  | 17 d'agost de 1969     | Fort Worth                                    | Dura         | Rod Laver           | 3−6, 2−6                  |
| Guanyador | 96.  | 11 de setembre de 1969 | Chicago, Estats Units                         | Dura         | Butch Buchholz      | 6−3, 6−4                  |
| Guanyador | 97.  | 5 d'octubre de 1969    | Midland, Estats Units                         |              | Pancho Gonzales     | 5−7, 6−1, 7−5             |
| Guanyador | 98.  | 14 de febrer de 1970   | Hollywood                                     | Terra batuda | Andrés Gimeno       | 3−6, 6−2, 3−6, 7−6, 6−3   |
| Guanyador | 99.  | 22 de febrer de 1970   | Corpus Christi, Estats Units                  | Dura         | John Newcombe       | 6−2, 6−0                  |
| Finalista | 73.  | 7 de març de 1970      | Londres (2)                                   | Moqueta      | Marty Riessen       | 4−6, 2−6                  |
| Finalista | 74.  | 22 de març de 1970     | Sydney (5)                                    | Gespa        | Rod Laver           | 6−3, 2−6, 6−3, 2−6, 3−6   |
| Finalista | 75.  | 1 de juny de 1970      | Saint Louis                                   | Moqueta      | Rod Laver           | 1−6, 4−6                  |
| Guanyador | 100. | 19 de juny de 1970     | Eastbourne (2)                                | Gespa        | Bob Hewitt          | 6−2, 6−1                  |
| Finalista | 76.  | 4 de juliol 1970       | Wimbledon (3)                                 | Gespa        | John Newcombe       | 7−5, 3−6, 2−6, 6−3, 1−6   |
| Guanyador | 101. | 10 de juliol de 1970   | Newport, Regne Unit                           | Gespa        | John Newcombe       | 6−4, 6−4                  |
| Finalista | 77.  | 16 de juliol de 1970   | Nova York (3)                                 | Moqueta      | Rod Laver           | 4−6, 3−6, 3−6             |
| Guanyador | 102. | 26 de juliol de 1970   | Cincinnati                                    | Terra batuda | Cliff Richey        | 7−9, 9−7, 8−6             |
| Guanyador | 103. | 13 de setembre 1970    | US Open (2)                                   | Gespa        | Tony Roche          | 2−6, 6−4, 7−6, 6−3        |
| Guanyador | 104. | 14 de març 1971        | Open d'Austràlia (3)                          | Gespa        | Arthur Ashe         | 6−1, 7−5, 6−3             |
| Guanyador | 105. | 17 d'abril de 1971     | Johannesburg (2)                              | Dura         | Fred Stolle         | 6−4, 6−0, 6−4             |
| Guanyador | 106. | 25 d'abril de 1971     | Denver, Estats Units                          | Moqueta      | Cliff Drysdale      |                           |
| Guanyador | 107. | 10 de juliol de 1971   | Newport (2)                                   | Gespa        | Roger Taylor        | 6−1, 9−8                  |
| Guanyador | 108. | 18 de juliol de 1971   | Washington DC, Estats Units                   | Terra batuda | Marty Riessen       | 6−2, 7−5, 6−1             |
| Guanyador | 109. | 8 d'agost de 1971      | Chestnut Hill, Estats Units                   | Moqueta      | Cliff Drysdale      | 6−4, 6−3, 6−0             |
| Finalista | 78.  | 3 d'octubre de 1971    | Berkeley                                      | Dura         | Rod Laver           | 4−6, 4−6, 6−7             |
| Guanyador | 110. | 10 d'octubre de 1971   | Vancouver, Canadà                             |              | Tom Okker           | 6−2, 6−2, 6−4             |
| Guanyador | 111. | 26 de novembre de 1971 | WCT Finals, Dallas, Estats Units              | Moqueta      | Rod Laver           | 6−4, 1−6, 7−6, 7−6        |
| Guanyador | 112. | 3 de gener de 1972     | Open d'Austràlia (4)                          | Gespa        | Malcolm Anderson    | 7−6, 6−3, 7−5             |
| Finalista | 79.  | 13 de febrer de 1972   | Filadèlfia, Estats Units                      | Moqueta      | Rod Laver           | 6−4, 2−6, 2−6, 2−6        |
| Finalista | 80.  | 20 de febrer de 1972   | Toronto, Canadà                               | Moqueta      | Rod Laver           | 1−6, 4−6                  |
| Guanyador | 113. | 3 de març de 1972      | Miami, Estats Units                           | Dura         | Cliff Drysdale      | 3−6, 6−2, 6−4             |
| Guanyador | 114. | 25 de març de 1972     | Hilton Head, Estats Units                     | Terra batuda | John Newcombe       | 7−5, 6−3                  |
| Finalista | 81.  | 9 d'abril de 1972      | Houston, Estats Units                         | Terra batuda | Rod Laver           | 2−6, 4−6                  |
| Guanyador | 115. | 23 d'abril de 1972     | Charlotte, Estats Units                       | Terra batuda | Cliff Richey        | 2−6, 6−2, 6−2             |
| Guanyador | 116. | 14 de maig de 1972     | WCT Finals, Dallas (2)                        | Moqueta      | Rod Laver           | 4−6, 6−9, 6−3, 6−7, 7−6   |
| Finalista | 82.  | 20 d'agost de 1972     | Fort Worth (2)                                | Dura         | John Newcombe       | 7−5, 6−1, 5−7, 4−6, 4−6   |
| Guanyador | 117. | 8 d'octubre de 1972    | Tòquio                                        | Terra batuda | Fred Stolle         | 7−5, 7−6, 6−3             |
| Guanyador | 118. | 2 de desembre de 1972  | Brisbane (5)                                  | Gespa        | Geoff Masters       | 6−2, 5−7, 6−4, 3−6, 7−5   |
| Finalista | 83.  | 7 de gener de 1973     | Sydney (6)                                    | Gespa        | Malcolm Anderson    | 3−6, 4−6, 4−6             |
| Guanyador | 119. | 8 d'abril de 1973      | Houston                                       | Terra batuda | Fred Stolle         | 6−4, 6−1, 7−5             |
| Guanyador | 120. | 15 d'abril de 1973     | Cleveland, Estats Units                       | Moqueta      | Roger Taylor        | 6−3, 6−4                  |
| Guanyador | 121. | 22 d'abril de 1973     | Charlotte (2)                                 | Terra batuda | Arthur Ashe         | 6−3, 7−6                  |
| Guanyador | 122. | 7 d'octubre de 1973    | Osaka, Japó                                   | Dura         | Toshiro Sakai       | 6−2, 6−4                  |
| Guanyador | 123. | 14 d'octubre de 1973   | Tòquio (2)                                    | Terra batuda | John Newcombe       | 6−1, 6−4                  |
| Finalista | 84.  | 5 de maig de 1974      | Columbus, Estats Units                        | Moqueta      | Jeff Borowiak       | 1−6, 5−7                  |
| Finalista | 85.  | 7 de juliol 1974       | Wimbledon (4)                                 | Gespa        | Jimmy Connors       | 1−6, 1−6, 4−6             |
| Finalista | 86.  | 9 de setembre 1974     | US Open (2)                                   | Gespa        | Jimmy Connors       | 1−6, 0−6, 1−6             |
| Finalista | 87.  | 13 d'octubre de 1974   | Tòquio (2)                                    | Terra batuda | John Newcombe       | 6−3, 2−6, 3−6             |
| Guanyador | 124. | 30 de març de 1975     | Jackson, Estats Units                         | Moqueta      | Butch Buchholz      | 7−5, 4−6, 7−6             |
| Guanyador | 125. | 27 d'abril de 1975     | Houston (2)                                   | Terra batuda | Cliff Drysdale      | 6−3, 3−6, 6−1             |
| Guanyador | 126. | 11 de maig de 1975     | Louisville, Estats Units                      | Terra batuda | Stan Smith          | 7−6, 7−6                  |
| Guanyador | 127. | 13 de juliol de 1975   | Gstaad, Suïssa                                | Terra batuda | Karl Meiler         | 6−4, 6−4, 6−3             |
| Finalista | 88.  | 9 d'agost de 1975      | North Conway, Estats Units                    | Terra batuda | Jimmy Connors       | 2−6, 2−6                  |
| Guanyador | 128. | 30 de novembre de 1975 | Tòquio (3)                                    | Moqueta      | John Newcombe       | 7−5, 4−6, 6−1             |
| Guanyador | 129. | 25 de gener de 1976    | Brisbane (6)                                  | Gespa        | John Newcombe       | 7−6, 6−2                  |
| Guanyador | 130. | 21 de març de 1976     | Jackson (2)                                   | Moqueta      | Raúl Ramírez        | 6−3, 6−3                  |
| Finalista | 89.  | 11 d'abril de 1976     | Houston (2)                                   | Terra batuda | Harold Solomon      | 4−6, 6−1, 1−6             |
| Finalista | 90.  | 16 de maig de 1976     | Las Vegas, Estats Units                       | Dura         | Jimmy Connors       | 1−6, 3−6                  |
| Guanyador | 131. | 14 de novembre de 1976 | Hong Kong, Xina                               | Dura         | Ilie Năstase        | 1−6, 6−4, 7−6, 6−0        |
| Finalista | 91.  | 17 de setembre de 1977 | Nova York (4)                                 |              | Harold Solomon      | 5−6, 2−6, 6−2, 6−0, 3−6   |
| Finalista | 92.  | 23 d'octubre de 1977   | Sydney (2)                                    | Dura (i)     | Jimmy Connors       | 5−7, 4−6, 2−6             |
| Guanyador | 132. | 13 de novembre de 1977 | Hong Kong (2)                                 | Dura         | Tom Gorman          | 6−3, 5−7, 6−4, 6−4        |
| Guanyador | 133. | 28 de novembre de 1977 | Tòquio (4)                                    | Moqueta      | Ilie Năstase        | 4−6, 7−6, 6−4             |

### Equips: 5 (4−1)
| Resultat  | Núm. | Data                                   | Torneig                                    | Superfície  | Equip                                | Oponents                                                    | Marcador |
| --------- | ---- | -------------------------------------- | ------------------------------------------ | ----------- | ------------------------------------ | ----------------------------------------------------------- | -------- |
| Guanyador | 1.   | 28 − 31 de desembre de 1953            | Copa Davis, Melbourne, Austràlia           | Gespa       | Rex Hartwig Lew Hoad Mervyn Rose     | Hamilton Richardson Victor Seixas Bill Talbert Tony Trabert | 3−2      |
| Finalista | 1.   | 27 − 29 de desembre de 1954            | Copa Davis, Sydney, Austràlia              | Gespa       | Rex Hartwig Lew Hoad Mervyn Rose     | Hamilton Richardson Victor Seixas Bill Talbert Tony Trabert | 2−3      |
| Guanyador | 2.   | 26 − 28 d'agost de 1955                | Copa Davis, Forest Hills, Estats Units (2) | Gespa       | Neale Fraser Rex Hartwig Lew Hoad    | Hamilton Richardson Victor Seixas Gilbert Shea Tony Trabert | 5−0      |
| Guanyador | 3.   | 30 de novembre − 2 de desembre de 1956 | Copa Davis, Adelaida, Austràlia (3)        | Gespa       | Ashley Cooper Neale Fraser Lew Hoad  | Herbie Flam Sam Giammalva Michael Green Victor Seixas       | 5−0      |
| Guanyador | 4.   | 30 de novembre − 2 de desembre de 1973 | Copa Davis, Cleveland, Estats Units (4)    | Moqueta (i) | Mal Anderson Rod Laver John Newcombe | Tom Gorman Marty Riessen Stan Smith Erik Van Dillen         | 5−0      |

## Trajectòria

### Individual
| Grand Slam |         |         |         |         |         |         |              |              |              |              |              |              |              |              |              |              |              |              |           |           |           |           |           |           |           |           |           |           |           |        |         |
| Australian Championships                                                                                                  | 1R      | QF      | G       | SF      | G       | F       | Professional | Professional | Professional | Professional | Professional | Professional | Professional | Professional | Professional | Professional | Professional | Professional | 3R        | A         | G         | G         | 2R        | A         | A         | SF        | SF        | QF        | 2R        | 4 / 14 | 43 − 10 |
| Internationaux de France                                                                                                  | A       | 2R      | G       | 4R      | A       | A       | Professional | Professional | Professional | Professional | Professional | Professional | Professional | Professional | Professional | Professional | Professional | G            | F         | A         | A         | A         | A         | A         | A         | A         | A         | A         | A         | 2 / 5  | 24 − 3  |
| Wimbledon | A       | 2R      | QF      | F       | SF      | F       | Professional | Professional | Professional | Professional | Professional | Professional | Professional | Professional | Professional | Professional | Professional | 4R           | 3R        | F         | SF        | A         | A         | F         | 4R        | A         | A         | A         | A         | 0 / 11 | 47 − 11 |
| US Championships | A       | QF      | SF      | SF      | F       | G       | Professional | Professional | Professional | Professional | Professional | Professional | Professional | Professional | Professional | Professional | Professional | SF           | QF        | G         | A         | 2R        | SF        | F         | A         | A         | 3R        | 3R        | A         | 2 / 12 | 57 − 10 |
| Pro Slam |         |         |         |         |         |         |              |              |              |              |              |              |              |              |              |              |              |              |           |           |           |           |           |           |           |           |           |           |           |        |         |
| U.S. Pro | Amateur | Amateur | Amateur | Amateur | Amateur | Amateur | SF           | A            | A            | A            | A            | A            | G            | SF           | G            | F            | SF           | Extingits    | Extingits | Extingits | Extingits | Extingits | Extingits | Extingits | Extingits | Extingits | Extingits | Extingits | Extingits | 2 / 6  | 12 − 4  |
| France Pro | Amateur | Amateur | Amateur | Amateur | Amateur | Amateur | NC           | G            | SF           | G            | G            | G            | G            | G            | G            | G            | SF           | Extingits    | Extingits | Extingits | Extingits | Extingits | Extingits | Extingits | Extingits | Extingits | Extingits | Extingits | Extingits | 8 / 10 | 30 − 2  |
| Wembley Pro | Amateur | Amateur | Amateur | Amateur | Amateur | Amateur | G            | SF           | SF           | G            | G            | G            | G            | F            | SF           | F            | F            | Extingits    | Extingits | Extingits | Extingits | Extingits | Extingits | Extingits | Extingits | Extingits | Extingits | Extingits | Extingits | 5 / 11 | 29 − 6  |
| Rànquing a final d'any |         |         |         |         |         |         |              |              |              |              |              |              |              |              |              |              |              |              |           |           |           |           | 6         | 9         | 6         | 13        | 12        | 31        | 207       |        |         |
| Llegenda: G: Guanyador; F: Finalista; SF: Semifinalista; QF: Quarts de final; Q: Qualificació; A: Absent; RR: Round Robin |         |         |         |         |         |         |              |              |              |              |              |              |              |              |              |              |              |              |           |           |           |           |           |           |           |           |           |           |           |        |         |

### Dobles masculins
| Open d'Austràlia | G |   | F | G | Professional | Professional | Professional | Professional | Professional | Professional | Professional | Professional | Professional | Professional | Professional | Professional | F  | A  | QF | G  | A | A  | A | SF | 1R | A | 1 / 5 |
| Roland Garros | G | F |   |   | Professional | Professional | Professional | Professional | Professional | Professional | Professional | Professional | Professional | Professional | Professional | G            | QF | A  | A  | A  | A | A  | A | A  | A  | A | 1 / 2 |
| Wimbledon | G |   | F | G | Professional | Professional | Professional | Professional | Professional | Professional | Professional | Professional | Professional | Professional | Professional | F            | 4R | F  | QF | A  | A | 2R | A | A  | A  | A | 0 / 5 |
| US Open |   | F |   | G | Professional | Professional | Professional | Professional | Professional | Professional | Professional | Professional | Professional | Professional | Professional | 3R           | G  | SF | A  | 3R | F | 2R | A | A  | A  | A | 1 / 6 |
| Llegenda: G: Guanyador; F: Finalista; SF: Semifinalista; QF: Quarts de final; Q: Qualificació; A: Absent; RR: Round Robin |   |   |   |   |              |              |              |              |              |              |              |              |              |              |              |              |    |    |    |    |   |    |   |    |    |   |       |

## Alguns dels seus rècords
- Jugador més jove en guanyar l'Open d'Austràlia (18 anys i 2 mesos).
- Jugador més vell a jugar una final de Grand Slam (US Open 1974).
- Jugador més vell a guanyar un títol de Grand Slam (37 anys i 2 mesos - Australian Open 1972)
- Al costat de Lew Hoad, 1 de les 5 parelles a obtenir els 4 grans en el mateix any.
- Segon jugador més vell en obtenir un títol en l'Era Oberta darrere de Pancho Gonzáles (Hong Kong 1977 amb 43 anys i 14 dies)
- Segon jugador a sobrepassar el milió de dòlars en premis després de Rod Laver.
- Sisè jugador amb més títols de Grand Slam (18) (8 indivibuals, 8 dobles i 2 dobles mixt).
- Jugador amb major diferència d'anys entre el seu primer i últim Grand Slam (19 anys).
- Primer guanyador en indivibuals d'un Grand Slam en l'Era Oberta (Obert de França 1968). Aquest any es van atorgar 15.000 francs per al guanyador del torneig parisenc.
- Segon en la llista de jugadors amb més victòries en individuals de l'Open d'Austràlia amb Jack Crawford, Andre Agassi i Roger Federer amb 4 títols i per darrere de Roy Emerson (6 títols)
- Un dels 11 jugadors amb almenys 8 Gran eslam en individuals.
- Segon jugador amb més títols després dels 30 després de Rod Laver (29 en individuals).